# Nokia 1100
O Nokia 1100 (e a sua variante 1101) é um duradouro e muito simples telemóvel GSM produzido pela Nokia com um ecrã monocromático 96 por 65.
O 1100 é similar aos já descontinuados modelos 5110/3210/3310 em que juntos foram os telemóveis mais vendidos no mundo há alguns anos, antes dos aparelhos desenvolvidos com vários novos recursos como câmara, toques polifónicos e ecrãs a cores.
Foi um dos celulares mais vendido desde o ano de lançamento em 2003, até o ano de 2008, sendo um dos mais vendidos em todo o mundo, bem como o dispositivo mais procurado no mundo electrónico, batendo a PlayStation 2 da Sony (138 milhões), o iPod da Apple (220 milhões) e o RAZR da Motorola (120 milhões).
O aparelho de número 1 bilhão da Nokia foi um Nokia 1100 vendido na Nigéria.0
No início de 2009, foi noticiada uma falha de firmware num lote de modelos que foram fabricados numa fábrica em Bochum, na Alemanha. O aparelho podia ser programado para receber mensagens dirigidas a um número de telefone diferente, recebendo assim dados confidenciais como dados bancários e outros Essa falha foi denunciada às autoridades após alguns telemóveis terem sido vendidos por 23,402€.

## Características
- Lanterna;
- teclado de silicone;

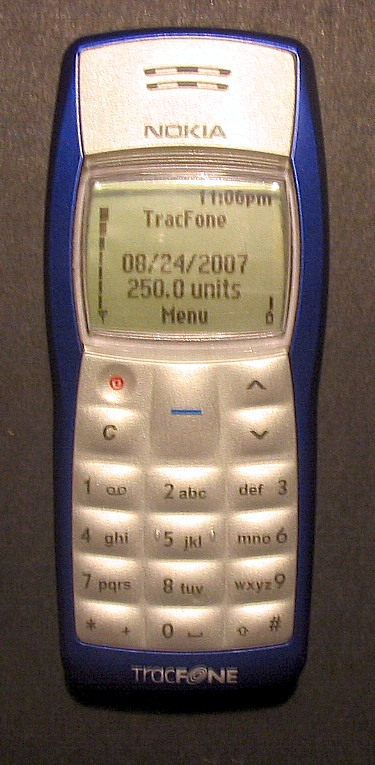
Nokia 1100

- Interface do usuário simples com uma única tecla de acesso;
- Compositor de toques musicais;
- Descanso de tela com relógio ou animação;
- Tamanho da fonte de mensagens selecionável;
- Previsibilidade de entrada de texto (facilitador de digitação de texto);
- Bate-papo;
- Descansos de tela;
- SMS (mensagens de texto);
- Entre outras características.

## Modelos
Existiram cinco variantes distintos: a 1100a, 1100b, 1100i, 1101, e 1108. Diferem em:
- O modelo 1100a operava na rede GSM-900/1800;
- O modelo 1100b operava na rede GSM-850/1900;
- O modelo 1100i acrescenta um servidor, embutido no Nokia pré-pago;[10]
- O modelo 1101 substitui a iluminação de fundo verde por uma iluminação branca e inclui um navegador simples 1.1 WAP;[11]
- O modelo 1108 também substitui a iluminação de fundo verde por uma iluminação branca. Fabricada especialmente para os mercados asiáticos.[12]

## Uso
O telemóvel utiliza o método GSM com activação via cartão SIM. A bateria Nokia BL-5C tem um longo tempo em espera e em conversação - esta bateria é utilizada em mais modelos avançados que aumentaram as necessidades de energia para as suas características, mas o 1100 consome uma fracção do poder e, portanto, tem a duração de até 400 horas. O modelo 1100 é oferecido para uso com uma ampla gama de redes móveis. Tem ainda suporte de Protocolo para Aplicações sem Fio (WAP).